# Nicolás Cabrillana Ciézar
Nicolás Cabrillana Ciézar (Yunquera, Málaga, 9 de noviembre de 1926 – Málaga, 21 de marzo de 2010) fue un historiador español que estableció un importante postulado sobre despoblados.

## Biografía
Estudió el bachillerato en Ronda y se licenció en Filosofía y Letras en la Universidad Complutense de Madrid. En esta realizó labores de profesor además de formar parte del Consejo Superior de Investigaciones Científicas. Entre 1961 y 1966 recibió formación en París de la mano del profesor Fernand Braudel. En 1967 se doctoró en Historia por la Universidad Complutense, e impartió clases en esta durante tres años. En 1969 oposito e ingresó en el Cuerpo Facultativo de Archiveros, Bibliotecarios y Arqueólogos, siendo Director del Archivo Histórico Provincial de Almería (1969–1978) y de Málaga (1979–1991). En 1983 fue miembro de la Junta Nacional de Archivos. En 1981 fue nombrado Académico Correspondiente de la Real Academia de Bellas Artes y Nobles Artes de Córdoba. En Túnez, 1983, fue vocal del Comité Internacional de Estudios Moriscos. En 1993 le otorgan la Medalla de Plata del Mérito de las Bellas Artes.

## Despoblados
Fue pionero en el estudio de la problemática de los despoblados en la historiografía medieval y moderna española, publicando un artículo en 1971-1972, donde pretendía delimitar este concepto, definiéndolo como: «establecimiento humano permanente abandonado por razones económicas, sociales o políticas», si bien «consideramos como despoblado sólo a las agrupaciones humanas que tuvieron cierto número de vecinos; no consideramos como tales las simples dehesas, casas aisladas o pequeños centros de explotación agraria».

## Obras
- Almería morisca, 1989
- El problema de la tierra en Málaga: Pueblos desaparecidos. ISBN 84-87109-12-8
- CABRILLANA CIÉZAR, Nicolás, La desamortización de Madoz en la provincia de Málaga: Ventas Judiciales, Madrid 1990.ISBN 84-7438-677-8
- CABRILLANA CIÉZAR, Nicolás, Moriscos y cristianos en Yunquera, Málaga 1994. ISBN 978-84-86167-80-6
- CABRILLANA CIÉZAR, Nicolás, Santiago Matamoros, historia e imagen, Málaga 1999. ISBN 978-84-7785-313-8

## Artículos de revistas
- Los despoblados en Castilla la Vieja. (1972)[2]